# Carl-Gustaf Bergmark
Carl-Gustaf Bergmark, född 29 november 1913 i Enköpings församling, död 17 augusti 1973 i Norrala församling, var en svensk präst.
Bergmark var son till baptistpredikanten Ernst Bergmark och Agnes Söderman. Bergmark var ombudsman för Folkpartiet i Uppsala län 1947–1953, prästvigdes 1953, blev kyrkoadjunkt i Vittangi församling samma år, tillförordnad komminister i Muonionalusta församling 1955, komminister i Kaunisvaara kyrkobokföringsdistrikt 1957, kyrkoherde i Nilivaara församling 1962, kyrkoadjunkt i Svinnegarns församling 1964, detsamma i Enköpings församling 1969 och var kyrkoherde i Norrala församling från 1972. Under sin tid i Nordsverige försökte Bergmark fruktlöst ena de splittrade læstadianska grupperna.